# Добровляны (Тернопольская область)
Добровляны (укр. Добрівляни) — село в Залещицкой городской общине Чортковского района Тернопольской области Украины.
До 2020 года входило в Залещицкий район.
Код КОАТУУ — 6122082801. Население по переписи 2001 года составляло 1980 человек.

## Географическое положение
Село Добровляны находится на левом берегу реки Днестр, выше по течению примыкает город Залещики, ниже по течению на расстоянии в 2 км расположено село Бедриковцы. Через село проходит автомобильная дорога Т-2018. Рядом проходит железная дорога, станция Залещики в 1-м км.

## История
- 1440 год — дата основания.
- В 1981 году село присоединено к городу Залещики.
- В 1986 году село восстановлено.

## Объекты социальной сферы
- Школа I—II ст.

## Достопримечательности
- Братская могила советских воинов.